# Mjölig ägglav
Mjölig ägglav (Candelariella efflorescens) är en lavart som beskrevs av R. C. Harris & W. R. Buck. Mjölig ägglav ingår i släktet Candelariella och familjen Candelariaceae.  Arten är reproducerande i Sverige. Inga underarter finns listade i Catalogue of Life.

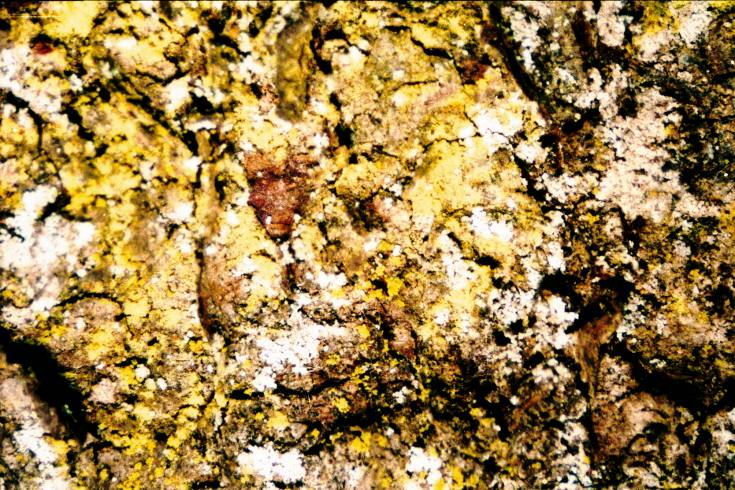
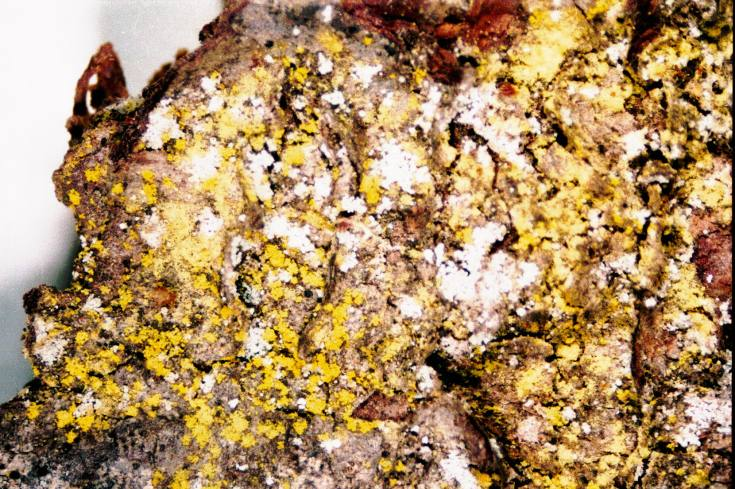
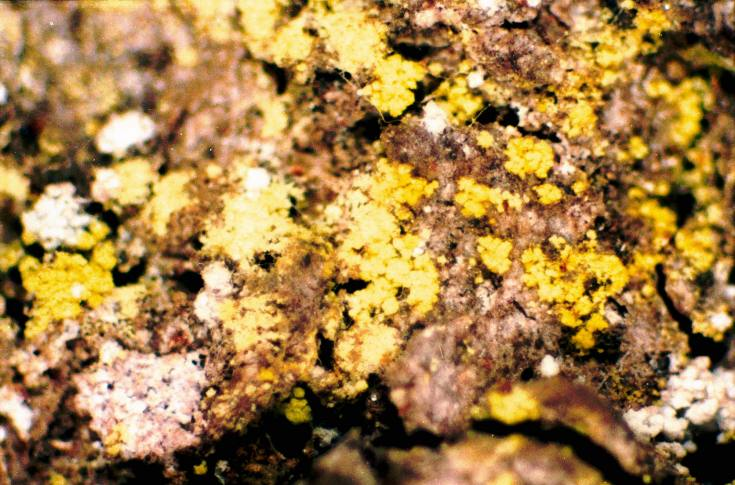
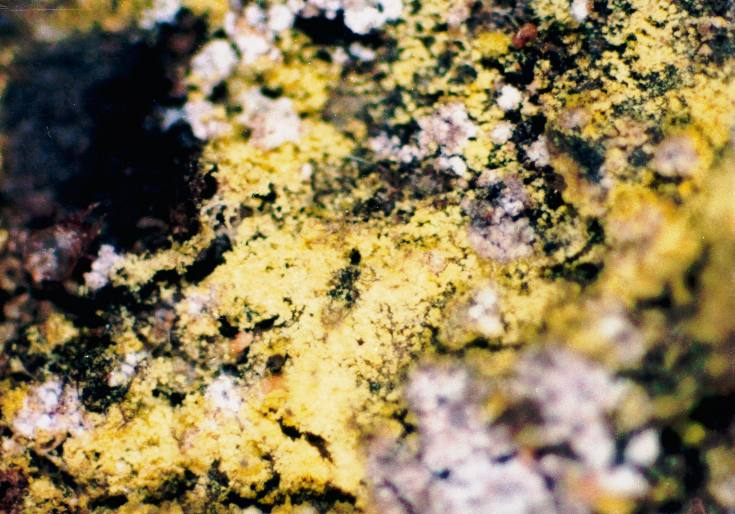
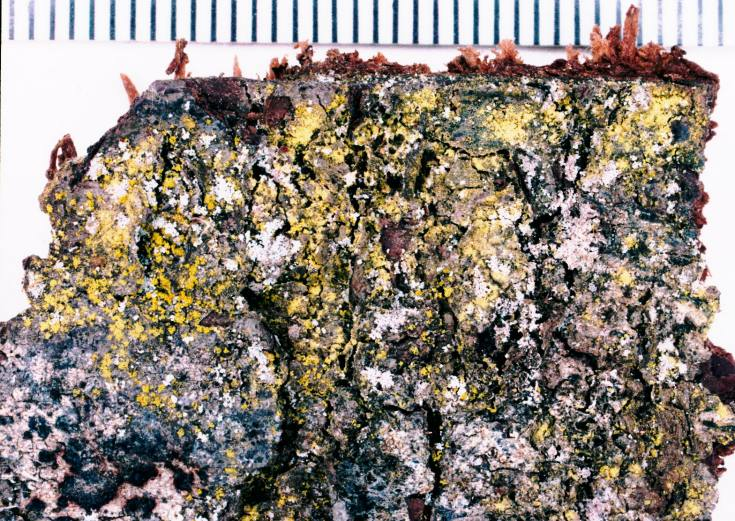